# صنایع ایجادشده در دوران رضاشاه پهلوی
شکستهای ایران در دوران قاجار و قبول معاهداتی مثل گلستان و ترکمانچای و نیز اعطای گمرکات توسط شاهان قاجار به اروپاییها موجب شده بود که در اثر پایین آوردن حقوق گمرکی واردات در دوران قاجار صنایع بلورسازی و نساجی و قند سازی ایران به ورشکستگی برسند و واردات قند و شکر و کبریت و قماش از روسیه صورت بگیرد.
از سال ۱۳۱۲ خ. (۱۹۳۲ م.) سیاست گسترش صنعت به‌شکل جدی دنبال شد و ۱۹ درصد بودجه کشور به آن اختصاص داده شد. واحدهای تولید قند و شکر، چای، سیگار، بسته بندی مواد غذایی، صابون، روغن، گلیسیرین، کنف، اسیدسولفوریک، سیمان، الوار، مس، باتری نساجی و کبریت سازی و آبجوسازی و شیشه سازی و سیمان و کارخانه‌های برق که باعث شدند شهرهای اصلی کشور صاحب نیروی برق شوند. اما مهم‌ترین اقدام صنعتی ایجاد راه‌آهن سراسری بود که تردد افراد و اجناس را بهبود می‌بخشید. کار مهم دیگر خرید کارخانه ذوب آهن از شرکت کروپ آلمان بود با اینکه مهندسین ایرانی در آلمان دوره دیدند و قطعات کارخانه که قرار بود توسط راه‌آهن ملی به کرج حمل شوند توسط کشتی‌ها از آلمان حمل شدند با شروع جنگ و اشغال ایران قطعات توقیف شدند و رؤیای احداث ذوب آهن دو دهه به تعویق افتاد. شرکتهایی که در این دوره در ایران فعالیت کردند شامل صنایع فروشتال - صنایع کروپ - زیمنس - آاگ - مآن - اشکودا بودند. هنرستانهای صنعتی برای تربیت نیروی فنی در این دوره از کشور آلمان وارد شدند. رضاشاه حداکثر تلاش خود را در این دوره انجام داد تا صنایع بیشتری از آلمانها دریافت کند تا جایی که حدود ۵ هزار متخصص آلمانی در ایران مشغول کار و آموزش بودند که موجب نگرانی شوروی و انگلیس شد.
در سال ۱۳۲۰ تعداد کارخانه‌های مدرن ایران به ۳۴۶ کارخانه رسید که ۵۰ هزار نفر در آنها شاغل بودند.

## نساجی

### کارخانه نساجی شاهی
کارخانجات نساجی مازندران
شروع احداث کارخانه در زمینی به مساحت ۶٬۶۳۳ متر در سال ۱۳۰۷ آغاز شد و در سال ۱۳۰۹ واحد شماره ۱، از اولین و قدیمی‌ترین کارخانجات نساجی ایران، توسط رضاشاه پهلوی به بهره‌برداری رسید. این کارخانه در ابتدا به‌منظور تولید پارچه برای لباس سربازان شروع به فعالیت نمود و در بعد از مدتی شروع به فعالیت در حوزه چیت‌سازی (تولید پارچه نخی از پنبه و چاپ روی پارچه) نمود. فعالیت کارخانه به مرور گسترش یافت و بخش‌های جدیدی را از جمله در سال ۱۳۱۰ بخش نخ ریسی، ۱۳۱۳ پارچه بافی و ۱۳۱۸ بخش هیدروفیل (پنبه بهداشتی) راه‌اندازی کرد. این کارخانه در دهه ۱۳۳۰ و در زمان محمدرضاشاه پهلوی، با استفاده از تسهیلات بانک اعتبارات صنعتی فعالیت خود را گسترش داد. در ۱۳۳۶ واحد شماره دو کارخانه تأسیس شد.

### نساجی پارس
کارخانه نساجی پارس توسط حاج علینقی کاشانی در اوایل دوره پهلوی در سمنان، تقاطع خیابانهای فردوسی و قدس تأسیس شده است. این اثر در تاریخ ۳ آبان ۱۳۷۹ با شمارهٔ ثبت ۲۹۷۷ به‌عنوان یکی از آثار ملی ایران به ثبت رسیده است. در سال ۱۳۷۹ش. هیئت وزیران مجوز خرید عرصه و اعیان کارخانهٔ نساجی و ریسمان‌ریسی سمنان توسط شهرداری سمنان از طریق ترک تشریفات مناقصه و به ارزش سیزده میلیارد و سیصد میلیون ریال را صادر کرد است.
این کارخانه در دوران رونق خود در سال ۱۳۱۱ دارای ۱۵۰۰ تا ۲۰۰۰ نفر کارگر بود. پس از فوت حاج علینقی کاشانی، کارخانهٔ ریسندگی با شراکت دو نفر به‌نام‌های علی اردکانی و محمد حسن محمدخانی خریداری شد که به‌علت ضرر و زیان‌های ناشی از واردات پارچه، کارخانه رو به ورشکستگی رفت و به‌تدریج برخی از دستگاه‌های آن تعطیل شد و کارگران آن به‌تدریج تعدیل شدند.

### کارخانه هارتونیان
کارخانه هارتونیان مشهد که در سال ۱۳۱۲ش/ ۱۹۳۴م افتتاح شد و مانند بسیاری دیگر از کارخانه‌های این دوره، ماشین‌آلات این کارخانه هم از آلمان خریداری شده بود. محصول این کارخانه نخ‌های پشمی بود که به مصرف قالیبافی می‌رسید. شرکت آلمانی «هوختیف» ساخت ساختمان این مجموعه را به عهده داشت و ماشین‌آلات آن نیز بخشی از یک کمپانی انگلیسی و بخشی از کارخانه «اونیون ماتکس» آلمان خریداری شده بود. برق کارخانه را هم دستگاه‌های خریداری شده از کمپانی G.E.A آلمان تأمین می‌کرد.

### کارخانجات ریسندگی اصفهان
کارخانه‌های تاریخی پارچه‌بافی در اصفهان
در سال ۱۳۰۲ ش کارخانه وطن تأسیس و از سال ۱۳۰۴ شروع به کار کرد. کارخانه وطن یا هفت‌دست اولین کارخانه ریسندگی و بافندگی مدرن در ایران بود. با گذشت سال‌ها بر وسعت کارخانه و تولیدات آن نیز افزوده شد. شرکت سهامی ریسندگی و بافندگی شهرضا (نخباف اصفهان) که در سال ۱۳۱۴ش/ ۱۹۳۵م، با سرمایه اولیه ۳میلیون و ۶۰۰ هزار ریال به ثبت رسید. طراحی و اجرای این واحد تولیدی نیز به دست آلمانی‌ها صورت گرفت و سرپرست آن مهندس «نیمگر» آلمانی بود. کارخانه ریسندگی رحیم‌زاده و شرکا در سال ۱۳۱۳، شرکت سهامی ریسندگی و بافندگی اصفهان ۱۳۱۳، شرکت سهامی ریسندگی و بافندگی زاینده‌رود اصفهان در ۱۳۱۵ و مؤسسه ریسندگی برق دهش اصفهان در ۱۳۱۵، شرکت سهامی نختاب اصفهان ۱۳۱۶، پشمباف اصفهان ۱۳۱۶، نخباف اصفهان ۱۳۱۸، اتحاد شهرضا ۱۳۱۷، کارخانه پروین ۱۳۳۸، سیمین و بارش یا بهریس، تاج در ۱۳۴۵، نجف آباد در ۱۳۳۴ و شهناز ۱۳۳۰شروع به کار کردند. تعدد این کارخانه‌ها در اصفهان که سبب اشتهار شهر به منچستر ایران شد؛ در اقتصاد اصفهان و رشد جامعه کارگری اصفهان تأثیرگذار بود. علاوه‌بر این شهر اصفهان در وقایع جنبش کارگری و جریان‌های حزب توده در ایران پس از شهریور ۱۳۲۰ تأثیرگذار شد.

### کارخانهٔ حریربافی چالوس
کارخانهٔ حریربافی چالوس یکی از مهم‌ترین و عظیم‌ترین کارخانه‌های نساجی جهان در نوع خود بود. کار ساختمان آن در ۱۳۱۲ آغاز شد و مهندسان فرانسوی و لهستانی طراحی آن را بر عهده داشتند. ماشین‌الات آن از فرانسه و از شهر لیون خریداری شد. در روز ۱۶ مرداد ۱۳۱۶ گشایش یافت. محصولات کارخانه، ابریشم طبیعی خالص، پارچه‌های ابریشمی، پرده‌های ابریشمی، جوراب و کراوات بود، و این محصولات به خارج صادر می‌گردید. بنای کارخانه ۲٫۷ هکتار بوده است که در محور مرکزی شهر واقع در شمال‌غربی رود چالوس در زمینی به مساحت هشت هکتار قرار داشته است. برای سکونت کارگران کارخانه که غیر بومی بودند، ۲۵ بلوک آپارتمانی بزرگ و وسیع به نام آسایشگاه احداث شد که خانواده‌های کارگری به‌طور دسته‌جمعی در واحدهای آسایشگاه‌ها زندگی می‌کردند و این شاید نخستین نشانهٔ آپارتمان‌نشینی در ایران بود که از سال ۱۳۱۴ در چالوس انجام پذیرفت.

## کبریت سازی

### کبریت‌سازی سه‌ستاره زنجان

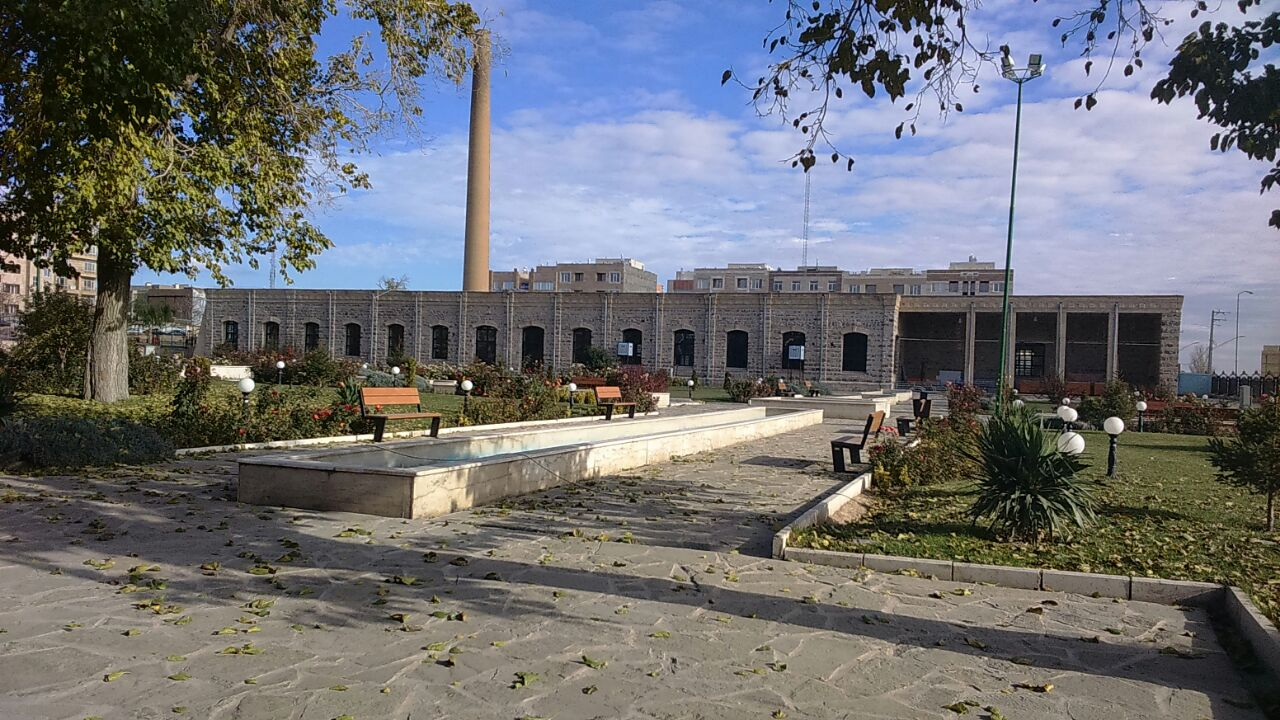
کارخانه کبریت زنجان

کارخانه کبریت‌سازی سه‌ستاره زنجان، در در شهر زنجان بنا گردید و تا سال ۱۳۵۷ قبل از انتقال به محل جدید، مورد بهره‌برداری بوده است.

### کبریت همدان
نخستین کارخانه کبریت‌سازی در همدان با نام «کبریت همدان» در سال۱۳۰۴ به همت حاج غلامرضا کوچمشکی در محوطه راسته‌گندمی‌ها تأسیس شد. وی در سال۱۳۲۲، با تجهیز کردن این کارخانه نام کارگاه را به «کبریت هما» تغییر داد.

### کبریت پرتوی
کارخانه کبریت‌سازی در همدان حاج حسن پرتوی تبریزی بود. وی در سال۱۳۰۶ کارخانه «کبریت‌پرتوی» را در محوطه امامزاده‌یحیی (جنب حمام حاج‌سرتیپ) راه‌اندازی کرد. او توانست در آن مدت پنج طرح کبریت با تصاویر مختلف به بازار عرضه کند.

### کبریت امید
کارخانه کبریت‌سازی امید در سال ۱۳۱۰/۱۳۱۲، توسط حاج میرزا احمد وجدانی تبریزی در جنب قلعه کاظم‌خان سلطان (چهار راه نظری) تأسیس شد.

### کبریت ممتاز
شرکت کبریت ممتاز در سال ۱۳۰۰ شمسی به همت آقایان حاج محمد رحیم و برادرزاده وی، حاج محمدباقر خوئی بنیان‌گذاری شد و مجلس در سال ۱۳۰۲ (۱۹۲۳ میلادی) اولین امتیاز احداث کارخانه را به نام این دو نفر صادر کرد. شرکت ممتاز با خرید ماشین آلات نیمه اتوماتیک از کشور آلمان در محله باغمیشه تبریز کارخانه خود را احداث و تولید انبوه کبریت را آغاز نمود.

## دخانیات
مجموعه کارخانه‌های دولتی سیگارسازی، توتون چپق و تنباکو یا شرکت دخانیات ایران پنجم مهر ماه سال ۱۳۱۶ گشایش یافت. کار ساختمان و نصب ماشین‌آلات دخانیات در تهران با سرپرستی دکتر فردلیب صلح‌دوست از سال ۱۳۱۴ آغاز شده بود. پس از تأسیس این شرکت نظارت بر کشت، خرید، ساخت و پخش و فروش فرآورده‌های توتونی انحصارا به عهده دولت قرار گرفت و همزمان با استخدام کارشناسان یونانی، توتونکاری با روش‌های نوین به توتونکاران آموزش داده شد. در این شرکت به تدریج آزمایشگاه، مزرعه آزمایشی، کارخانه کارتن‌سازی، درودگری و… نیز راه‌اندازی شد. اولین مزرعه آزمایشی توتون در سال۱۳۱۵ در تالش ایجاد شد و بعدها این مزرعه به محلی به نام تیرتاش در نزدیکی شهرستان بهشهر در استان مازندران منتقل شد.

## قند و شکر

### کارخانه قند ورامین

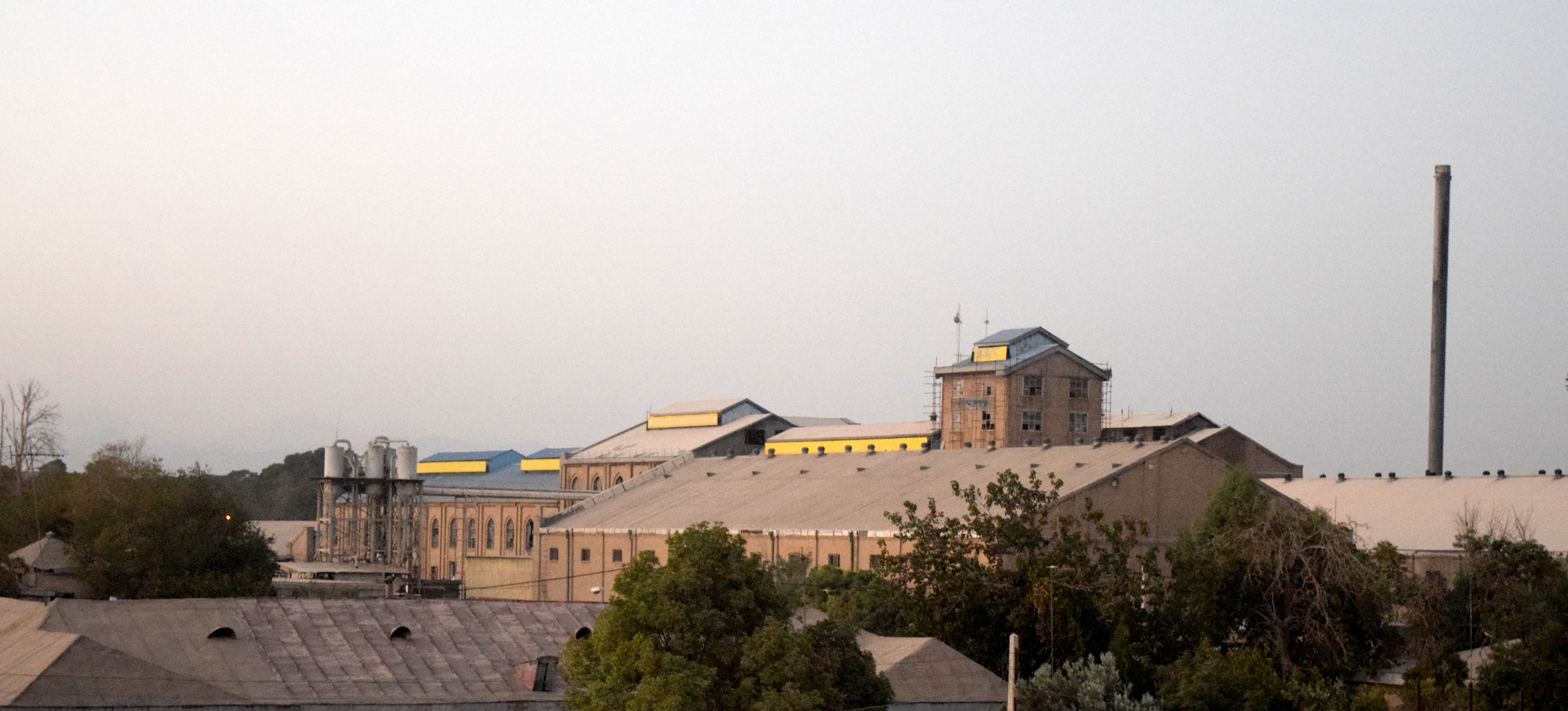
کارخانه قند ورامین

طراحی تصفیه خانه قند ورامین را نیکلای مارکف معمار روس در سال ۱۳۱۲ انجام داد اما تجهیز و راه‌اندازی کارخانه به مهندسان اهل چکسلواکی سپرده شد. ساخت این کارخانه در سال ۱۳۱۳ پایان یافت و تولید قند را آغاز کرد. برای تأمین چغندر مورد نیاز کارخانه، اداره کل فلاحت و صناعت در چهارم آبان ۱۳۱۲ مصوبه‌ای در مجلس شورای ملی گذارند که این روستاهای ورامین که از املاک خالصه دولتی بودند به مدت پانزده سال به اجاره کارخانه قند ورامین در بیاید: رین باجک، امرآباد، احمدآباد (چهاردانگ)، موسی‌آباد (سه دانگ)، خیرآباد، پوئینگ، صالح‌آباد، یوسف‌آباد، شمس‌آباد، کویرآباد، خالدآباد، شهرستان حسن‌آباد، ظهیرآباد، خورین، کتلان، کل عباس (یک دانگ و نیم) طوغان، خاوه و ایجدان.

### کارخانه قند آبکوه مشهد
در ۱۳۱۳ کارخانه قند آبکوه در زمینی به مساحت ۲۷۹هزار متر مربع توسط شرکت اشکودا بنا شد. بنابر گزارش روزنامه «شهامت» در سال ۱۳۱۴، حدود ۵۰۰نفر در این کارخانه مشغول کار بوده‌اند. در این گزارش به روند تأسیس بناها اشاره شده است. در تاریخ ۲۵/۴/۱۳۱۵ ساختمان کارخانه به اتمام رسید و دستگاه‌های آن نصب شدند و در همین سال برای اولین بار کشت چغندر در مشهد شروع شد و مأموران اداره کل فلاحت برای آموزش کشاورزان اعزام شدند. از جمله اتفاقاتی که در زمان نصب دستگاه‌ها دراین کارخانه افتاده، سقوط چند نفر از ارتفاع و از بین رفتن آن‌ها بوده است. مراسم افتتاح روز سه شنبه پنجم آبان ۱۳۱۵ با حضور رجال و رؤسای ادارات شهر مشهد انجام و آقای عبدالصمد فرهنگ به‌عنوان اولین رئیس کارخانه منصوب شد. بین اداره کل صناعت و معادن و شرکت ایرانی اشکودا قراردادی ۱۹ماهه منعقد شد و ضمن آن ۱۳ کارشناس فنی خارجی در کارخانه قند آبکوه مشغول به کار شدند. در اوایل دکتر بوهومیل کلینسکی مدیر فنی کارخانه بود. تعدادی از پرسنل خارجی کارخانه قند در سال ۱۳۱۶ش عبارت بودند از: آقای واسلاوچرنی، استانیسلا ویراک، پیروپتکوفسکی و یان سومارا سرمکانیک که با حقوق ماهانه سه هزار و ۶۰۰ریال مشغول به‌کار بوده‌اند. قسمت اعظم کارگران از مشهد و دیگر آبادی‌های اطراف تأمین می‌شد. دوازده ساعت در دو شیفت مشغول به کار بودند و در غیر فصل بهره‌برداری، هشت‌ساعت اشتغال داشتند. قند آبکوه پس از انقلاب با توسعه ظرفیت روزانه نقش مؤثری در صنعت قند خراسان داشت. اما باتوجه به قرار گرفتن در محدودهٔ شهری به دلیل مشکلات ترافیکی، آلودگی‌های زیست‌محیطی، اعتراض شهروندان به صدا و بو، در سال ۱۳۸۹ش تعطیل شد

### کارخانه قند میاندوآب
کارخانه قند میاندوآب که در سال ۱۳۱۲ با ظرفیت ۶۲۴۲ تن چغندر تأسیس شد، به عنوان یکی از قدیمی‌ترین و بزرگ‌ترین کارخانه‌های قند آذربایجان غربی و کشور فعالیت دارد. صنعت تولید قند و حتی کشت محصول چغندرقند در شمال غرب کشور برای نخستین بار توسط کارخانه قند میاندوآب در منطقه بنا گذاشته شده است.

### کارخانه قند مرودشت
شرکت قند مرودشت در سال ۱۳۱۴ تحت پوشش شرکت سهامی کارخانجات ایران بهره‌برداری خود را آغاز نمود و در سال ۱۳۴۴ به بخش خصوصی منتقل گردیده و با نام شرکت سهامی قند مرودشت طی شماره ۲۵۸ در اداره ثبت شرکت‌ها و مالکیت صنعتی شیراز به ثبت رسد. متعاقب آن در سال ۱۳۵۰ نوع شرکت به سهامی خاص تبدیل و تحت شماره ۱۲۹۳۰ و شناسه ملی ۱۰۱۰۰۴۹۵۹۰۲ در اداره ثبت شرکت‌ها و مالکیت صنعتی تهران ثبت گردیده است.

## صنایع غذایی

### کارخانه کنسرو قائم‌شهر
این کارخانه در سال ۱۳۱۹ هجری شمسی به عنوان اولین کارخانه کنسروسازی در ایران شروع به فعالیت نمود، عمده تولیدات آن شامل انواع کنسروهای گوشتی و غیر گوشتی، مرباجات و ترشیجات می‌باشد.

## صنایع ساختمانی

### کارخانه سیمان ری
صنعت سیمان ایران

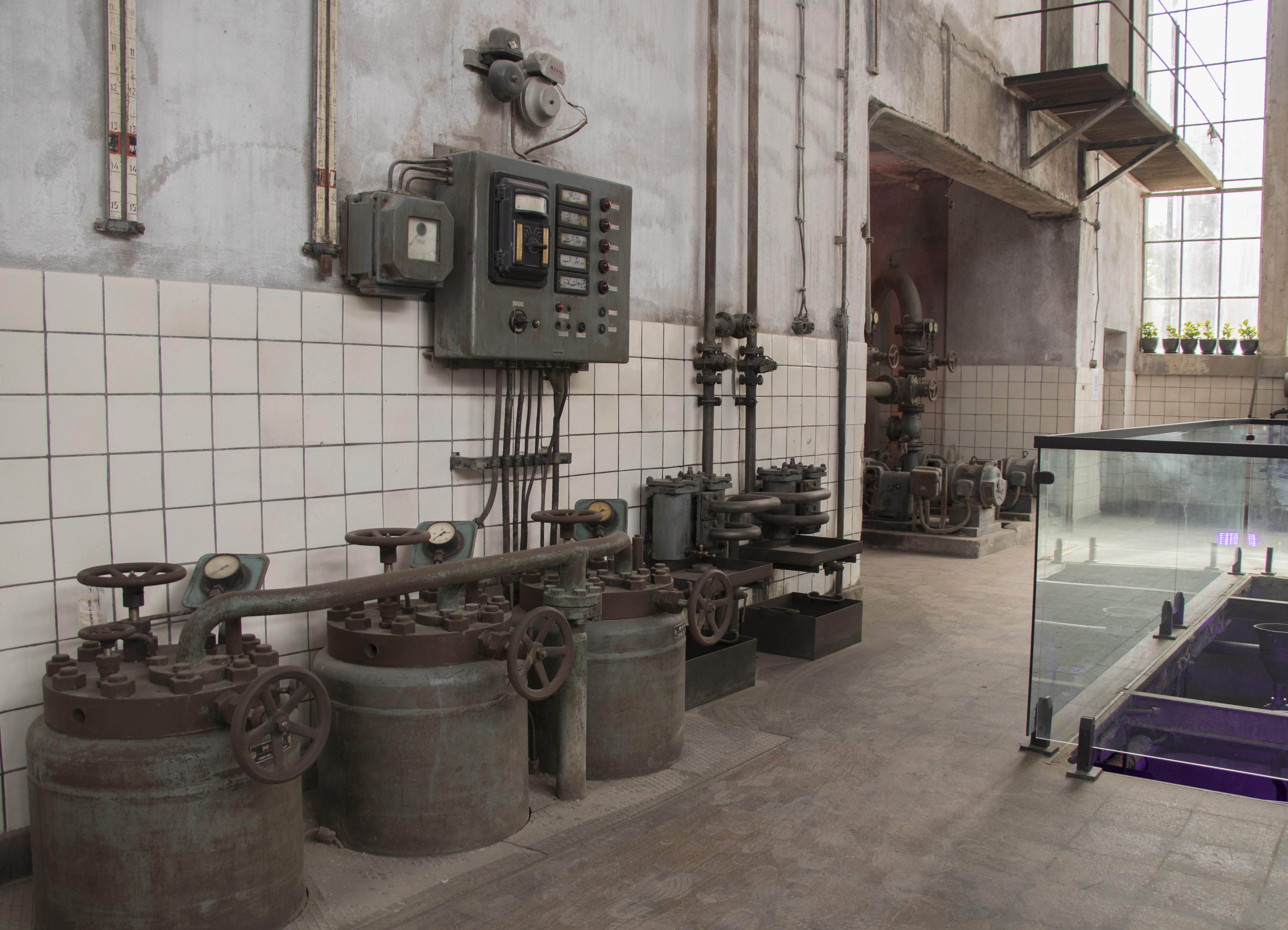
کارخانه سیمان ری

در سال ۱۳۱۴ ایران چهارمین کشور وارد کنندهٔ سیمان جهان به‌شمار می‌رفت. توجه به این نکته که ایران در منطقه‌ای واقع شده که سلسله کوه‌های آهکی آن را احاطه نموده است، اندیشه ساخت کارخانه سیمان را پدیدار ساخت. در سال ۱۳۰۷ مطالعات لازم برای ایجاد اولین کارخانهٔ سیمان آغاز گردید و در روز ۸ دی‌ماه ۱۳۱۲ اولین کورهٔ سیمان ایران با ظرفیت ۱۰۰ تن در روز در «شرکت سیمان ری» به بهره‌برداری رسید.

## صنایع پیشرفته

### اسلحه سازی
ساخت اولین محصولات نظامیِ نوین در ایران به سال ۱۳۰۴ و به تولید تفنگ برنو بازمی‌گردد. پس از آن ۱۶ سال بعد و در سال ۱۳۲۰ صنایع نظامی تحت عنوان اداره تسلیحات تأسیس شد، که به قورخانه نیز معروف بود. در طی ۶ سال کارخانه‌های مسلسل‌سازی به عنوان زیر مجموعه‌هایی از اداره مرکزی تسلیحات راه‌اندازی گردیدند.

### کارخانه هواپیماسازی شهباز

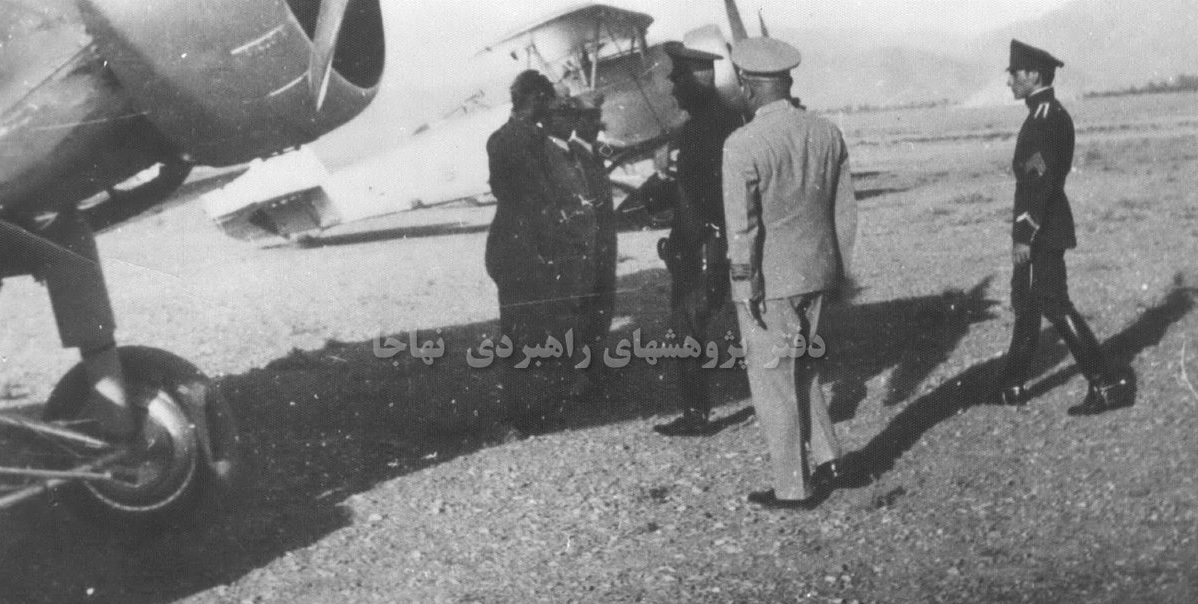
بازدید رضاشاه از کارخانه شهباز

ایران با شروع دهه ۱۳۱۰ به منظور گسترش قوایی هوایی خود شروع به خرید هواپیماهای جنگی کرد. رضاشاه برای کاستن هزینه‌های خرید فرمان تأسیس کارخانه هواپیماسازی شهباز را داد و مرداد ۱۳۱۲ مهندسی سوئدی لارسون N.H Larsson مأمور برنامه‌ریزی و ساماندهی این کارخانه شد. لوازم مورد احتیاج از کشورهای مانند فرانسه و بریتانیا و شرکت پرت اند ویتنی سفارش داده شد. در آبان ۱۳۱۴ ده‌ها کارگر و تکنسین کار خود را آغاز کردند. شهباز به‌طور رسمی ۲۱ شهریور ۱۳۱۵ افتتاح شد و ۲ بریتانیایی، یک ایتالیایی و ۴۱ ایرانی مشغول کار در این کارخانه شدند. همچنین کاپیتان واکر و فرانک نایت جایگزین لارسون برای مدیریت کارخانه شدند. پنج دهاویلند تایگرمث در مهر ۱۳۱۶ تکمیل و توسط خلبان افخمی تست پرواز شدند. در بهار ۱۳۱۷ پنج فروند هاوکر آداگز تحویل نیروی هوایی شاهنشاهی ایران شد. رضاشاه ۳۱ خرداد ۱۳۱۷ از کارخانه بازرسی کرد. در ۱۳۱۷ کارخانه گسترش یافت و اسفند ماه پنج فروند تایگرمث و بهار ۱۳۱۸ پنج فروند هاوکر آداگز آماده شد. خرداد ۱۳۱۸ قطعات بیست فروند تایگرمث توسط راه‌آهن وارد شد. طرح‌هایی در دست اقدام بود برای تولید هواپیماهای جنگی جدیدتر که اشغال ایران توسط متفقین آن را عقیم نهاد.